# Тулешти (Васлуј)
Тулешти (рум. Tulești) насеље је у Румунији у округу Васлуј у општини Драгомирешти. Oпштина се налази на надморској висини од 228 m.

## Становништво
Према подацима из 2002. године у насељу је живело 268 становника, од којих су сви румунске националности.